# Paul Saladin Leonhardt
Paul Saladin Leonhardt (* 13. November 1877 in Posen; † 14. Dezember 1934 in Königsberg) war ein deutscher Schachmeister.
Leonhardt zählte Anfang des 20. Jahrhunderts zu den stärksten Schachspielern in Deutschland. Seine größten Erfolge bei internationalen Turnieren waren 1903 der Sieg im Turnier von Hilversum, 1904 der 2. Platz in London (hinter Richard Teichmann), 1905 der 1. Platz in Hamburg, 1907 der 3. Platz in Karlsbad (hinter Akiba Rubinstein und Géza Maróczy) sowie 1907 sein 1. Platz in Kopenhagen. Einen Wettkampf gegen Aaron Nimzowitsch 1911 in Hamburg gewann er deutlich mit 4:0 bei einem Remis. Bei den deutschen Meisterschaften 1922 in Bad Oeynhausen belegte er den 6. Platz. 1929 in Duisburg wurde er Zweiter hinter Carl Ahues.
Bis 1922 lebte Leonhardt in Leipzig, wo er studiert hatte, danach zog er um nach Königsberg. Hier förderte er das Schachspiel als Schachlehrer, durch Rundfunkvorträge und Simultanveranstaltungen. Bekannt ist das Königsberger Rundfunkturnier von 1926, das er organisierte und auch gewann.
Von Beruf war Leonhardt Journalist, unter anderem betreute er die Schachrubrik der Hamburger Nachrichten. 1913 veröffentlichte er das Buch Zur spanischen Partie (siehe auch Spanische Partie). Leonhardt starb 1934 während einer Schachpartie bei der Königsberger Stadtmeisterschaft an einem Herzschlag.